# Nathalie Becquart
Pour les articles homonymes, voir Becquart.
Nathalie Becquart, née en 1969 à Fontainebleau, est une religieuse xavière française. De 2008 à 2018, elle est responsable du Service national pour l’évangélisation des jeunes et pour les vocations au sein de la Conférence des évêques de France. Puis le 24 mai 2019, elle est nommée consulteur au secrétariat général du synode des évêques, dont elle est désignée le 6 février 2021 sous-secrétaire.

## Biographie

### Jeunesse et formation
Nathalie Becquart naît en 1969 à Fontainebleau. Diplômée d'HEC en 1992 (majeure entrepreneurs), elle effectue une année de volontariat au Liban et travaille ensuite durant deux ans comme consultant en marketing-communication. En 1995, elle entre chez les xavières. Après un postulat à Marseille, deux ans de noviciat et trois années de mission à l'équipe nationale des Scouts de France en responsabilité du programme Plein Vent (scoutisme en quartier populaire), elle étudie la théologie et la philosophie au Centre Sèvres (facultés jésuites de Paris) et la sociologie à l'EHESS. Elle poursuit son cursus en théologie en se spécialisant en ecclésiologie, avec une recherche sur la synodalité à la Boston College School of Theology and Ministry.

### Responsable de la pastorale des jeunes
Dès son entrée chez les xavières, elle s'investit dans l'accompagnement des jeunes au sein du Réseau Jeunesse Ignatien (devenu aujourd'hui le Réseau Magis). Elle sera notamment présidente de l'association « Vie en mer, entrée en prière », qui propose aux jeunes des retraites spirituelles en voilier et anime de nombreuses croisières-retraites comme skipper ou accompagnatrice spirituelle. En 2006, elle devient responsable de l’aumônerie des d’étudiants à Créteil. Puis en 2008 la Conférence des évêques de France la nomme directrice-adjointe chargée de la pastorale étudiante puis, en 2012, directrice du service national pour l’évangélisation des jeunes et pour les vocations. Cela l’amène à être particulièrement impliquée dans la préparation du synode des évêques sur « les jeunes, la foi et le discernement des vocations », tant en France qu'à Rome, où elle est nommée coordinatrice général du pré-synode des jeunes de mars 2018 et auditrice au synode des évêques d'octobre 2018. C'est Vincent Breynaert qui lui succède à la tête de la pastorale des jeunes,.

### Secrétariat général du synode des évêques
Le 24 mai 2019, elle est nommée, en même temps que cinq autres personnes — dont pour la première fois quatre femmes — consulteur au secrétariat général du synode des évêques. Elle vit cette nomination comme faisant partie de l'effort du pape François « pour mettre en œuvre la synodalité à tous les niveaux de la vie de l'Église » et pour bénéficier de l'importante contribution que les femmes peuvent apporter. Nathalie Becquart a proposé une démarche symbolique en demandant à une femme de diriger la retraite de la Curie romaine pendant un an,.
Elle est nommée sous-secrétaire du synode des évêques le 6 février 2021, avec droit de vote, une première pour une femme.
Le 3 avril 2022, elle fait une présentation du synode sur la synodalité à l'association pro-LGBT New Ways Ministry (en), dans laquelle elle souligna l'aspect « remarquablement positif sur les LGBT » du synode. Sa présence auprès de cette association (dont les fondateurs furent sanctionnés par le Vatican dans les années 1990) est critiquée par les médias conservateurs.

## Décoration et reconnaissance
- Chevalier de la Légion d'honneur (décret du 31 décembre 2021)[11].
- 100 femmes de l'année de la BBC, en 2022[12]

## Publications
- 100 prières pour traverser la tempête, Paris, Salvator, coll. « 100 prières », octobre 2012, 139 p. (ISBN 978-2-7067-0959-3) ;
- L'évangélisation des jeunes, un défi : Église@jeunes2.0, Paris, Salvator, mai 2013, 120 p. (ISBN 978-2-7067-1020-9) ;
- Religieuse, pourquoi ? : cette vie en vaut la peine !, Paris, Salvator, mars 2017, 144 p. (ISBN 978-2-7067-1480-1) ;
- L'esprit renouvelle tout, Paris, Salvator, février 2020.
- Nathalie Becquart, Geneviève Comeau, Noëlie Djimadoumbaye, Odile Hardy et Agata Zielinski, C'est maintenant le temps favorable : Cinq regards de femmes sur la crise, Paris, Editions de l'Emmanuel, janvier 2021.